# Liste des lieux patrimoniaux d'East Kootenay
Cet article recense les lieux patrimoniaux du district régional d'East Kootenay inscrit au répertoire des lieux patrimoniaux du Canada, qu'ils soient de niveau provincial, fédéral ou municipal.

## Liste des lieux patrimoniaux
- Haut – A
- B
- C
- D
- E
- F
- G
- H
- I
- J
- K
- L
- M
- N
- O
- P
- Q
- R
- S
- T
- U
- V
- W
- X
- Y
- Z

| [ 1 ] | Lieu patrimonial                      | Illustration                          | Municipalité              | Adresse                             | Coordonnées      | No    | Constr. | Prot.                                     | Rec. | Notes |
| ----- | ------------------------------------- | ------------------------------------- | ------------------------- | ----------------------------------- | ---------------- | ----- | ------- | ----------------------------------------- | ---- | ----- |
| P     | Mount Assiniboine Lodge               | Téléverser                            | East Kootenay G           | Parc provincial du Mont Assiniboine | 50.9154 -115.617 | 18045 | 1928    | Provincial Park (Establishment)           | 1922 |       |
| P     | Fort Steele                           | Fort Steele                           | Fort Steele               | 9851 Highway 93/95                  | 49.6263 -115.632 | 6185  |         | Provincial Heritage Property (Designated) | 1988 |       |
| F     | Fort Steele                           | Fort Steele                           | Fort Steele               | Avenue Riverside                    | 49.6263 -115.632 | 17703 | 1887    | LHN                                       | 1925 |       |
| F     | Kootenae House                        | Téléverser                            | Invermere                 | Westside Road                       | 50.5265 -116.046 | 9614  | 1807    | LHN                                       | 1934 |       |
| F     | Chalet des gardes du parc du lac Floe | Chalet des gardes du parc du lac Floe | Parc national de Kootenay |                                     | 51.055 -116.138  | 2884  | 1960    | ÉFP reconnu                               | 2001 |       |
| F     | Aquacourt                             | Téléverser                            | Radium Hot Springs        |                                     | 50.629 -115.933  | 1637  | 1951    | ÉFP classé                                | 1994 |       |